# Westensee (tó)
A Westensee egy kis tó, Németországban, Schleswig-Holsteinban.